# Okręgowe rozgrywki w piłce nożnej woj. olsztyńskiego (1954)
Drużyny z województwa olsztyńskiego występujące w ligach centralnych i makroregionalnych:
- I liga – brak
- II liga – brak
- III liga – Kolejarz Olsztyn, Gwardia Olsztyn

Rozgrywki okręgowe:
- klasa A (IV poziom rozgrywkowy)
- klasa B - 2 grupy (V poziom rozgrywkowy)
- klasa C - 6 lub 7 grup (VI poziom rozgrywkowy)

Od tego sezonu zwycięzca klasy A awansował bezpośrednio do III ligi.

## Klasa A
| Poz. | Klub               | M  | Pkt. |
| ---- | ------------------ | -- | ---- |
| 1    | Kolejarz Ostróda   | 16 | 24   |
| 2    | Gwardia Kętrzyn    | 16 | 19   |
| 3    | Kolejarz Iława     | 16 | 19   |
| 4    | Spójnia Olsztyn    | 16 | 17   |
| 5    | Budowlani Olsztyn  | 16 | 17   |
| 6    | Sparta Nidzica (b) | 16 | 15   |
| 7    | Ogniwo Giżycko     | 16 | 14   |
| 8    | Spójnia Mrągowo    | 16 | 12   |
| 9    | Spójnia Ostróda    | 16 | 3    |

## Klasa B
- grupa I - awans: Kolejarz Olsztynek
- grupa II - awans: Gwardia Szczytno